# Динко Рањина
Динко Рањина (Дубровник, 1536 — 1607) је био песник и дубровачки племић.

## Живот
Динко Рањина је рођен 1536. године као посмрче, у старој, врло разгранатој аристократској породици која се већ вековима углавном успешно бавила трговином. Школовао се, колико знамо, само у свом родном граду, да би 1559. године, након веридбе и добијања мираза, по вољи очевој отишао у сицилијански град Месину да би наставио да развија породичне послове. Током петогодишњег боравка у том граду више се, изгледа, бавио песништвом него трговином, тако да се у Дубровник вратио са изузетно луксузном књигом од чак 463 песме на народном језику, а објавио је и двадесетак сонета на италијанском језику у престижној антологији петраркистичке поезије, од којих су три била преведена на француски језик и тако утицала на поезију енглеског песника Хенрија Констејбла.
Одмах по повратку у Дубровник и женидбе с вереницом Мадом Лукаревић (1565), уложио је много труда да би постао члан Реда витезова Светог Стефана, чији је оснивач и покровитељ био тада један од угледнијих италијанских валадара, фирентински дука Козимо Медичи, што му је и пошло за руком 1567. године. Због изузетне мудрости и вештине Динко је чак седам пута биран за дубровачког кнеза. У Дубровнику је проводио миран живот, бавећи се и даље трговином и боравећи дужи део времена с пријатељима, углавном писцима и интелектуалцима, у летњиковцу у Врућици на полуострву Пељешцу. Чини се да је током више од четири деценије поезију писао изузетно ретко, само по изузетку. Умро је крајем августа 1607. године.

## Поезија
Литерарним стваралаштвом Динко Рањина бавио се свакако од дечачких дана, још пре него што је као двадесетпетогодишњак отишао у Месину, о чему сведоче многа места из његове књиге. Нажалост, тај део његовог рада није нам познат, и само на основу пишчевог сведочења знамо да је био не само у везаном стиху, већ и у прози (или барем невезаном стиху) и свакако жанровски разноврстан. У обимној књизи, која носи наслов Пјесни разлике Динка Рањине, властелина дубровачкога, у којих он каже све што се згоди му створити кроз љубав стојећ у граду латинском од Зангле, објавио је — како то опет знамо на основу његовог сведочења — само поезију која је у Месини и настала. Књига је објављена 1563. године у Фиренци.

### Посвета збирке
Књига почиње посветом Миху Менчетићу, која заправо представља превод једног поетичког трактата Бернарда Таса, тада веома актуелног (појавио се 1562), који са становишта платонистичке филозофије разматра питања моћи поезије, говори о песничкој слави, о песнику-пророку, о божанском надахнућу, васпитном дејству литературе... Рањина је овим преводом указао Дубровчанима, нарочито књижевним ствараоцима, на значај овог дела, а уношењем низа примера из дубровачке књижевности, превасходно из опуса Шишка Менчетића и Џоре Држића, повезао га с домаћом књижевном ситуацијом, водећи истовремено полемику са струјом писаца која је имала другачије погледе на књижевност и њену поетику, нарочито када је у питању однос према античким узорима и језик на коме треба стварати.
Рањина се више од било којег свог савременика бавио књижевним питањима. Два циклуса песама посветио је Шишку Менчетићу и Џори Држићу. Има неколико песама које су читаве посвећене писцима и у којима износи своје ставове о законитостима песништва, полемише са савременицима, залаже се за промене, оцењује поједина дела. Полемисао је са савременицима, наглашавајући да после Ш. Менчетића Џ. Држића више нема достојних песника религиозне и љубавне поезије, окомио се на оне који су певали на другим језицима, као и на њихове плагијаторе... У песми Једноме ки ништо не учини, а туђе све хули обраћао се неком свом критичару, захтевајући промену песничког израза.

### Љубавна лирика
Окосницу ове обимне књиге чини канцонијер љубавне лирике, лирски петраркистички роман песниковог доживљаја љубави с Ливијом (на једном месту ће је назвати „злом Латинком“), а између тих песама провлачи се неколико циклуса песама друге врсте и других облика. По ласцивности, ефектним досеткама и односу према усменој традицији Рањина је веома близак хибридним петраркистима, песницима тзв. напуљске школе. Само у првих четрдесетак песама он остаје у оквирима Петраркиног платонизма, да би од песме бр. 43 почео да пева о љубавном доживљају као ниједан претходни дубровачки петраркиста. У тим песмама он развија углавном мотиве познате из старије, како дубровачке, тако и италијанске лирике овога типа: лепота драге, њена немилост и његова патња због тог, пролазност (carpe diem), свемоћ љубави, љубавно уживање... Интересантно је да у Рањининој поезији жена добија знатно активнију улогу но што је то био случај у старијем дубровачком песништву, она ће постати иницијатор љубавне авантуре, отворено ће позивати на љубав и сл. Вероватно се та чињеница може тумачити социјалним контекстом у којем је ова поезија настајала. Неколико песама у којима се слободније и ласцивније пева о љубави имају обележја пасторалне поезије, такође заступљене у збирци. По бројности и детаљности без премца су у дубровачкој литератури његове песме с мизогинском тематиком, у којима нарочито истиче женску неверност, охолост, распусност, нарочито похлепу.
У љубавној Рањининој поезији, а тек нешто мање у осталим врстама, изузетно је чврста веза са усменом традицијом, превасходно лирском, али и другим њеним облицима. Тако, на пример, у његовој поезији често досетке представљајуј стилизовану народну пословицу. У народној поезији „је налазио двоструки ослонац: један у њеном речнику, фразама и сликовитости, други у сижеима.“ Неколико његових песама стилски и мотивски су веома блиске усменима (40, 69), четири такве су груписане, од којих су три обједињене насловом Пјесан од кола (335–337). Упркос блискостима ових песама с народном лириком, „оне нису очувале уобичајени начин таквог певања“, Рањина јесте користио слике из те литературе, али се од ње удаљио „јер није очувао једноставност и ненапрегнутост њеног стиха и израза (то су посебно нарушавале маниристичке појединости и извештачене игре речима, банализовани детаљи и ласцивне алузије)“. Употреба елемената усмене лирике у исказивању нападних, понекад нерафинираних осећања, при чему се губила изворна тананост, изазвала је реакцију једног Рањининог савременика. На појединим местима он је из усмене песме преузимао читаве слике, изразе и стилеме, пословице, изреке, загонетке. Већи део тих појединости концентрисан је у песмама с пастирском тематиком. Певајући У хвалу пастира ких живот јес бољи него сви ини животи од свијета (145) развио је идеализовану слику живота у природи, у којој се живи чиста срца, у миру, без злобе, без борбе за стицање материјалних добара, у складној љубави према пастирицама, са уживањем у гајењу лозе, испијању вина и здравицама; насупрот њој стоји слика живота у граду с грамзивошћу, неправедним судовима, охолошћу богаташа... Песма се завршава аутобиографском алузијом на онога који је заменио град природом и испевао ову песму.

### Сатирична и рефлексивна поезија
У сатиричним песмама истиче како је прошло време „од добрих пријатеља“, који су сада злобни, дволични, користољубиви... Посебно је певао о зависти, о жудњи за златом, о тврдичлуку; уздизао се и до општих тема, о несрећи, о трагању за смислом живота. У рефлексивној поезији певао је о срећи, о њеној променљивости.

### Посланице и религиозна поезија
Написао је преко 20 посланица, од којих неке припадају тој врсти само по форми, а у основи су љубавне или рефлексивне песме. У збирци има и 25 религиозних песама, превасходно рефлексивног карактера. У њима се одржава веза са доживљајем љубави. На неким местима се препознаје утицај Мавра Ветрановића.
Велике новине унео је Динко Рањина и на плану метрике. У овој збирци срећемо троструко римоване терцине, катрене, секстине, октаве, дециме, полиметријске стихове. Дужином стихова графички је уобличавао своје песме (дајући им, нпр., облик стреле). Оставио је и неколико псеудосонета.

## Оцена дела
„Несумњиво је [...] да је Рањинина збирка разбила постојеће чврсте клишее у дубровачкој петраркистичкој лирици — од форме и садржаја канцонијера, преко идеала жене, разноврсних фабула, строфе и метричке структуре стиха до песничког израза. Ако није ни у чему надмашио претходнике, својим начином певања ослободио је поезију од традиционалних обавеза и створио за песнике који ће после њега доћи основе за индивидуалније схватање књижевног рада. [...] Пјесни разлике су најобимнији и најпотпунији објављени зборник дубровачке ренесансне поезије, у којем су заступљене важне, тада у поезији неговане врсте, у којем су се препознавале све врсте тадашњег певања (петраркизма напуљске школе, бембизма, маниризма), у којем су се и сижејно-тематским обогаћењем, разноврсношћу форме и песничким језиком сугерирале промене, које су већ увелико биле део нових токова у италијанској лирици. Значај Рањинине поезије не умањује околност што је постојао раскорак између његових жеља за реформисањем лирике и могућности да их спроведе у дело. Та поезија остаје да траје као јединствена ренесансна књижевна појава и да драгоцено доприноси богатству и живости дубровачке лирике XVI века.“